# M25 Motorway

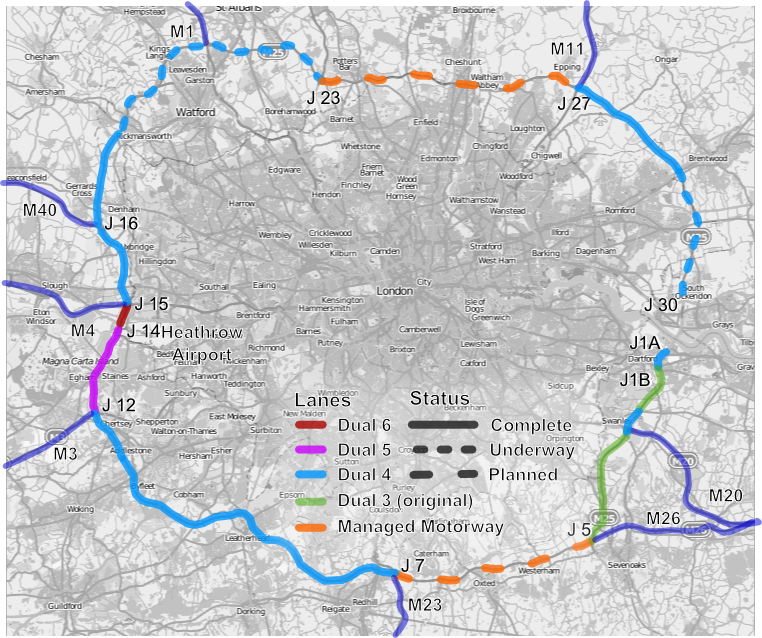
M25 e suas fases de construção

M25 motorway é uma estrada que circunda a Grande Londres, Reino Unido. Foi concluída em 29 de outubro de 1986 e fornece uma rota orbital de alta qualidade em torno de Londres. Seu comprimento total é de 188 quilômetros e passa sobretudo no cinturão verde entre 20 e 35 quilômetros do centro de Londres, transportando mais de 700 000 veículos por dia.